# Rugul Aprins

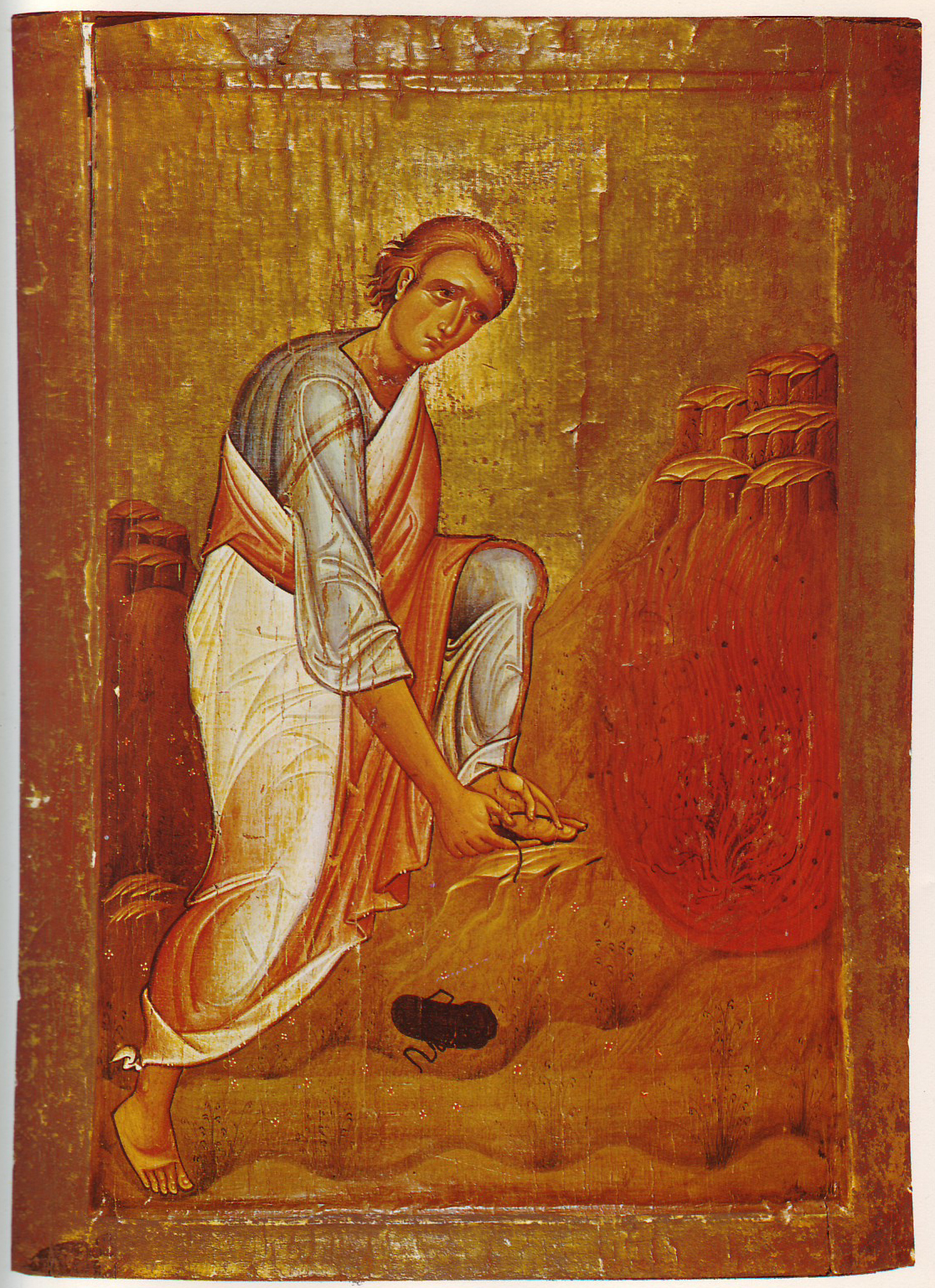
Moise se descalță în fața Rugului Aprins, icoană de la Muntele Sinai, sec. al XII-lea

Rugul Aprins (în ebraică:הסנה הבוער Hasnè haboér) este o teofanie relatată în cartea Exodului, capitolul 3. Conform povestirii biblice, Dumnezeu i-a apărut lui Moise sub această formă, în timp ce Moise păștea oile și caprele socrului său Ietro, pe muntele Horeb.
Grigore de Nyssa vede în Rugul aprins și taina Fecioarei Maria, Maica Domnului „din care a strălucit prin nașterea vieții omenești lumina dumnezeirii, care a păzit nestricat rugul aprins, neveștejindu-se frumusețea fecioriei prin naștere”.

## Galerie de imagini

Moise și Rugul Aprins, mozaic din sec. al VI-lea, Bazilica San Vitale, Ravenna
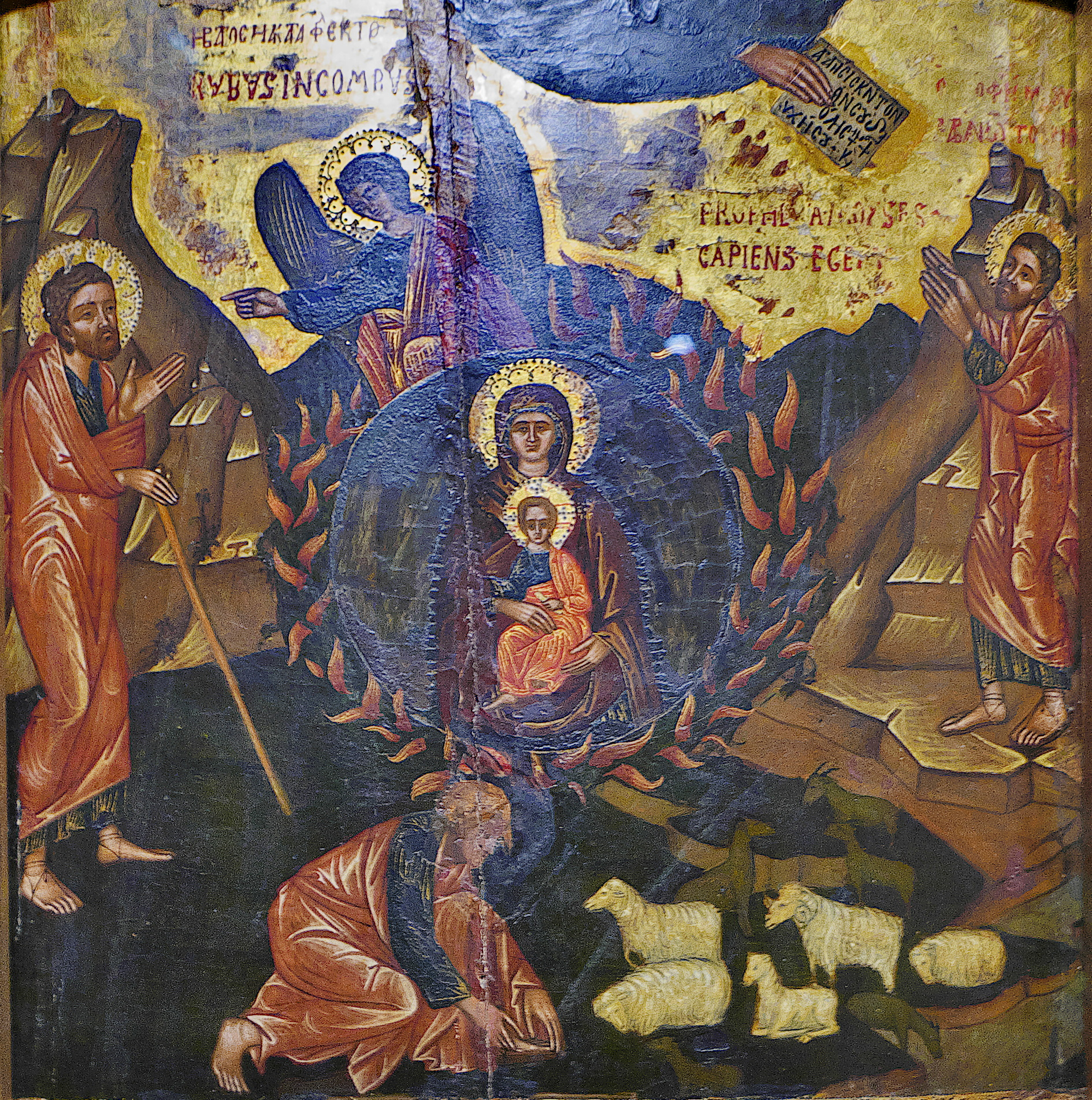
Rugul Aprins, Capela Regală din Granada